# Lasioglossum subleiosoma
Lasioglossum subleiosoma är en biart som först beskrevs av Blüthgen 1931.  Lasioglossum subleiosoma ingår i släktet smalbin, och familjen vägbin. Inga underarter finns listade i Catalogue of Life.